# Транспортное право
Транспортное право —  отрасль права, совокупность норм и исследовательная правоведческая дисциплина, регулирующая общественные отношения в области перемещения людей, грузов, сигналов и информации из одного места в другое (в области транспорта).
Вопрос о самостоятельности транспортного права как отрасли права является спорным. Большинство исследователей рассматривают его как комплексную подотрасль предпринимательского права. Сторонники данной точки зрения утверждают, что транспортное право определяется предметом и методом, которые не отражают единых особенностей, характерных только для транспортного права. А там, где методы правового регулирования не трансформируются и не видоизменяются, ещё не созрели условия для появления новой отрасли права. Все сказанное выше позволяет сделать вывод, что транспортное право, а тем более его части не являются самостоятельными отраслями права.  Оно регулирует разные по характеру отношения, которые возникают в процессе взаимоотношений транспортных предприятий с клиентурой, когда такие отношения нуждаются в специальном правовом регулировании из-за их особенностей.
Предметом транспортного права являются общественные отношения между транспортными предприятиями и клиентурой, возникающие в связи с оказанием услуг по использованию транспортных средств для осуществления перевозочного процесса.
Транспортное право представляет собой совокупность правовых норм, регулирующих общественные отношения, которые возникают в связи с организацией и деятельностью транспортных предприятий, отношения между транспортными предприятиями и их многочисленной клиентурой, пользующейся транспортными средствами, а также между транспортными предприятиями как одного, так и разных видов транспорта. В разное время некоторые авторы публикаций предлагали признать самостоятельными отраслями права все транспортное право или его отдельные части. Так, например, в отношении воздушных перевозок был сделан вывод о необходимости признать воздушное право уже на современном уровне его развития самостоятельной отраслью права . Представители морского транспорта в более категоричной форме утверждали, что морское право является самостоятельной отраслью права, содержание которой определяется отношениями, складывающимися на морском транспорте и в торговом мореплавании .
Особенностью транспортного права является то, что оно сочетает в себе властноорганизационные отношения, регулируемые административным правом, и имущественные отношения, регулируемые гражданским правом. Однако такое сочетание само по себе не является достаточным основанием для выделения транспортного права в самостоятельную отрасль права. Не может служить аргументом и наличие уставов и кодексов на транспорте, а также большое количество нормативного материала, регулирующего отношения на транспорте. Таким образом, транспортное право, представляя собой комплексную отрасль российского права, не является самостоятельной отраслью права.